# Дамаскин (Лионакис)
Епи́скоп Дамаски́н (греч. Επίσκοπος Δαμασκηνός, в миру Нико́лаос Лиона́кис, греч. Νικόλαος Λιονάκης; род. 7 января 1979, Платаньяс) — архиерей Константинопольской православной церкви, епископ Дорилейский (с 2019), викарий патриарха Константинопольского.

## Биография
Родился 7 января 1979 года в посёлке Платаньяс, на Крите.
После получения начального образования, учился в Высшей церковной школе на Крите и далее продолжил обучение на отделении пастырского и социального богословия богословской школы Салоникийского университета, который окончил с отличием. Поступил в магистратуру Института последипломного образования православного богословия в Шамбези, Женева, получив степень магистра за сочинение «Крещение и миропомазание в богословии святого Никодима Святогорца».
В 2007 году митрополитом Ретимнонским Анфимом (Сирианосом) был пострижен в монашество и рукоположен в сан иеродиакона в Монастыре Святой Троицы «Дзангоролон». В 2009 году митрополитом Кидонийским и Апокорийским Дамаскином (Папаяннакисом) был рукоположен в сан пресвитера с возведением в сан архимандрита.
В 2011 году назначен протосинкеллом Кидонийской и Апокоронской митрополии.
27 ноября 2019 года Священным синодом Константинопольской православной церкви был избран для рукоположения в сан епископа Дорилейского, викария патриарха Константинопольского.
15 декабря 2019 года в Георгиевском патриаршем соборе был рукоположен в архиерейский сан. Хиротонию совершили: патриарх Константинопольский Варфоломей, митрополит Прикипоннисский Димитрий (Комматас), митрополит Мириофитский и Перистасейский Ириней (Иоаннидис), митрополит Иконийский Феолипт (Фенерлис), митрополит Аркалохорийский, Кастеллийский и Вьяннский Андрей (Нанакис), митрополит Сервийский и Козанский Павел (Папалексиу), митрополит Коринфский Дионисий (Мандалос), митрополит Кидонийский и Апокоронский Дамаскин (Папаяннакис), митрополит Киншасский Никифор (Константину), митрополит Триккский и Стагонский Хризостом (Насис) и митрополит Иерапитнийский и Ститийский Кирилл (Диамантакис).
17 ноября 2023 года Священный синод Константинопольского патриархата наложил на него наказание в виде временного пребывания в Монастыре Святой Троицы в Дзангоролоне, который расположен в номе Ханья, а 26 февраля 2024 года эта епитимья была окончена.